# قنادسه
قنادسه (به عربی: القنادسة) یک شهرداری در الجزایر است که در ناحیه القنادسة واقع شده‌است. قنادسه ۲٬۷۷۰ کیلومتر مربع مساحت و ۱۳٬۴۹۲ نفر جمعیت دارد و ۷۸۴ متر بالاتر از سطح دریا واقع شده‌است.